# Carlos de Assumpção
Carlos de Assumpção (Tietê, 23 de maio de 1927) é um professor, advogado, poeta e escritor brasileiro. É considerado um dos decanos da literatura afro-brasileira.

## Biografia
Carlos de Assumpção nasceu em Tietê, interior do estado de São Paulo, e nessa cidade concluiu o curso normal. Passou a residir em Franca, também no interior do estado, onde se forma em Letras, pela Faculdade de Filosofia, Ciências e Letras de Franca, atual Faculdade de Ciências Humanas e Sociais (UNESP-Franca). Posteriormente cursou direito pela Faculdade de Direito de Franca.
Em 1958, o poeta recebeu o título de Personalidade Negra, no 70º aniversário da Abolição, conferido pela Associação Cultural do Negro, em São Paulo. Em 1982 recebeu novo título, desta vez o de Personalidade do Ano, em Franca. Foi também homenageado com a Placa de Prata da VII Semana Cornélio Pires, em Tietê, em 1996.
É autor do poema “Protesto”, com o qual ganhou, em 1982, o primeiro lugar no Concurso de Poesia Falada. Tal poema marcou época e simbolizou a ascensão e as reivindicações da intelectualidade negra do Estado de São Paulo, tornando-se referência obrigatória para as novas gerações e foi, ainda, incluído em diversas antologias em inglês, francês e alemão.
Participou de algumas publicações de Cadernos Negros. Em sua auto apresentação, no número 7 dessas antologias, afirma acreditar que “um dia seremos realmente todos irmãos. Contudo, a concretização desse anseio, deste sonho de muitos dependerá da luta de todos os homens...” (1984, p. 18).
Carlos de Assumpção lançou também um CD intitulado Quilombo de Palavras em 1998 numa parceria com o poeta Cuti, outro importante intelectual afro-brasileiro.
Memórias e declamações do poeta foram exibidas no filme documentário, “Carlos de Assumpção: Protesto”, lançado m 2019, de autoria e direção de Alberto Pucheu.
Em 2022 o cantor Perícles lançou o single "Eclipse", uma canção baseada no poema de mesmo nome, lançado no livro "Quilombo" (2000). A canção foi usada nas comemorações do Dia da Consciência Negra. Péricles encontrou Carlos de Assumpção na Casa de Cultura de Franca e gravaram um documentário que foi disponibilizado pelo cantor em seu canal no Youtube.
É considerado um dos decanos da literatura afro-brasileira. É membro da Academia Francana de Letras, coordenador do Grupo “Canto e Verso”, responsável pela realização de rodas de poemas em escolas. Além disso, coordena o evento “A Semana da Raça” e o coral “Afro-Francano”.

## Obras
- Protesto-poemas. São Paulo: Edição do Autor, 1982. (Poemas).
- Quilombo. Franca: Edição do Autor/UNESP, 2000.
- Cadernos negros 7. São Paulo: Quilombohoje, 1984. (Poesia).
- Cadernos negros 9. São Paulo: Quilombohoje, 1987. (Poesia).
- Cadernos negros 15. São Paulo: Quilombohoje, 1992. (Poesia).
- O negro escrito. Organização de Oswaldo de Camargo. São Paulo: Secretaria do Estado da Cultura, 1987.
- Quilombo de palavras: a literatura dos afro-descendentes. Organização de Jônatas da Conceição e Lindinalva Amaro Barbosa. Salvador: CEAO / UFBA, 2000.
- Literatura e afrodescendência no Brasil: antologia crítica. Organização de Eduardo de Assis Duarte. Belo Horizonte: Editora UFMG, 2011. V. 1, Precursores.
- Não Pararei de Gritar. Organização de Alberto Pucheu. São Paulo: Companhia das Letras, 2020. 176 páginas (poesias)[12]

## Honrarias
2021 - Título de Doutor Honoris Causa pela Universidade Estadual Paulista (UNESP) 
2022 - Título de Doutor Honoris Causa pela Universidade Federal do Rio de Janeiro (UFRJ) 
2024 - Colar de Honra ao Mérito Legislativo pela Assembleia Legislativa de São Paulo (ALESP) 